# Miškovci
Miškovići (szerbül: Мишковци), település Bosznia-Hercegovinában, Derventa községben, a Szerb Köztársaság északi régiójában. 

## Fekvése
A település Bosznia-Hercegovina északi részén, Dobojtól légvonalban 38, közúton 50 km-re északnyugatra, községközpontjától légvonalban 9, közúton 10 km-re nyugat-északnyugatra, az ukrina bal partján és a tőle északra fekvő dombvidéken, 114-255 méteres magasságban található. A falu déli részén áthalad az M-16-os főút.

## Népessége
| Nemzetiségi csoport | Népesség 1991 | Népesség 2013 |
| ------------------- | ------------- | ------------- |
| Szerb               | 719           | 529           |
| Bosnyák             | 7             | 4             |
| Horvát              | 46            | 7             |
| Jugoszláv           | 7             | 0             |
| Egyéb               | 3             | 3             |
| Összesen            | 782           | 543           |

## Története
A régeszeti leletek tanúsága szerint ezen a területen már az emberi fejlődés legrégibb korszakában is éltek emberek.
A település 1878-ig tartozott az Oszmán Birodalomhoz, ekkor a berlini kongresszus határozata alapján az Osztrák-Magyar Monarchia része lett. 1879-ben az első osztrák-magyar népszámlálás során a Derventi járáshoz tartozó településnek 41 háztartása és 276 ortodox lakosa volt. 1910-ben a Derventai járáshoz tartozó településen 85 háztartást, 459 ortodox, 10 római katolikus és 5 görög katolikus lakost találtak. A monarchia szétesésével 1918-ban előbb a Szerb-Horvát-Szlovén Királyság, majd 1929-től a Jugoszláv Királyság része lett. 1921-ben a Derventai járáshoz tartozó településnek 518 lakosa volt, közülük 491 ortodox szerb, 26 római katolikus és 1 evangélikus volt. Az 1929-es törvény értelmében, amikor Bosznia-Hercegovinát négy banovinára, Drinskára, Vrbaskára, Zetskára és Primorskára osztották, a település a Vrbaska banovina (Orbászi bánság) része lett, amelynek székhelye Banja Luka volt. 1939-ben a közigazgatás átszervezésével a Hrvatska banovina (Horvát Bánság) része lett.
A második világháborúban Jugoszlávia megszállása után a Független Horvát Állam (NDH) része lett. A második világháború után 1992-ig a település a szocialista Jugoszlávia keretében a Bosznia-Hercegovinai Népköztársaság része volt. A boszniai háborút lezáró daytoni békeszerződés rendelkezése alapján az ország területét felosztották a Bosznia-hercegovinai Föderáció és a boszniai Szerb Köztársaság között. A békeszerződés utáni területmegosztási megállapodás értelmében a település Derventa község részeként a Boszniai Szerb Köztársasághoz került. 

## Oktatás
A helyi iskola a derventai Április 19. Általános Iskola területi iskolája.

## Nevezetességei
- Szent Tiszteletreméltó Nagy Sziszoész tiszteletére szentelt ortodox temploma a temetőben áll. A templom mérete 9,5x5,3 méter. Építése 1978-ban kezdődött, az építkezés befejezéséről és a felszentelésről nincsenek további információk.[8]

- Pod Glavićicom – paleolit telep maradványai. A lelőhelyen a földfelszínen több őskőkori eredetű megmunkált kő került elő. A leleteket egyetlen kultúrához sem tudták kapcsolni.[4]